# Albert McCarthy
Albert J. McCarthy (* 17. April 1920 in Camborne; † 3. November 1987 in London) war ein englischer Jazz-Autor, Diskograph, Jazz-Journalist und Jazz-Historiker.

## Leben
McCarthy, der schon während der Kriegszeit in England mit Max Jones das Magazin „Jazz Music“ herausgab (und nach dem Krieg das PL Yearbook of Jazz), war Herausgeber des 1955 bis 1971 erschienenen englischen  „Jazz Monthly“ und begann mit zwei anderen englischen Autoren schon 1949 die Sisyphos-Aufgabe einer vollständigen Jazz-Diskographie (alphabetisch angelegt, auch mit Blues und Gospel). Als sie 1957 bei Bd. 6 (K-Lo) ankamen, war gleichzeitig eine Überarbeitung des ersten Bandes nötig und das Vorhaben wurde schließlich vom Verleger aufgegeben – andere Diskographen wie Brian Rust beschränkten sich dann auf begrenzte Erscheinungsdaten und auch McCarthy gab noch z. B. eine Jazz Diskographie für das Jahr 1958 heraus. McCarthy ist vor allem für seine minutiös recherchierten Bücher über Big-Band- und Swing-Musik bekannt, insbesondere „Big Band Jazz“ (1974), in dem erstmals auch (teilweise auf Forschungen von Frank Driggs beruhend) ausführlich auf die „Territory Bands“ im Süden und Mittleren Westen der USA eingegangen wurde. Er verfasste auch zahlreiche Zeitschriftenaufsätze und Liner Notes.